# Dwaine Board
Dwaine Board é um ex-jogador profissional de futebol americano estadunidense.

## Carreira
Dwaine Board foi campeão da temporada de 1984 da National Football League jogando pelo San Francisco 49ers.